# Родина (кинотеатр, Грозный)
Строительство кинотеатра «Родина» в Грозном началось в 1938 году, однако строительству помешала Великая Отечественная война. Завершить строительство удалось лишь в 1948 году. Здание располагалось на улице Ленина (ныне проспект А. Кадырова). 1 марта состоялось открытие кинотеатра. Первым продемострированным в здании фильмом была лента «Это было в Праге». За последующие 25 лет работы кинотеатр посетили почти 23 млн зрителей, которые посмотрели около 30 тысяч художественных фильмов.
В 1956 году «Родина» стала первым кинотеатром Чечено-Ингушетии, в котором была установлена широкоэкранная аппаратура. 17 августа с её помощью был показан фильм «Товарищ ходит в мире».
В июне 1961 года в фойе была смонтирована установка для показа дневного кино, которая использовалась для демонстрации документальных фильмов перед началом каждого сеанса.
За высокие производственные показатели коллективу кинотеатра 14 раз присуждалось переходящее Красное знамя управления кинофикации и обкома Союза работников культуры.
Здание было разрушено в ходе боёв первой чеченской войны. После окончания боевых действий на этом месте был построен ресторан «Грозный Сити».